# Masaya Suzuki
Masaya Suzuki (鈴木 将也 Suzuki Masaya?), född 9 maj 1988 i Kanagawa prefektur, är en japansk fotbollsspelare.
Suzuki började sin karriär 2011 i Mito HollyHock. 2012 flyttade han till SC Sagamihara. Efter SC Sagamihara spelade han för Azul Claro Numazu.